# كين غريني
كين غريني (بالإنجليزية: Ken Greene)‏ هو لاعب كرة قدم أمريكية أمريكي، ولد في 8 مايو 1956 في لويستون في الولايات المتحدة.